# Gulmen (bergstopp i Schweiz, Wahlkreis See-Gaster)
Gulmen är en bergstopp i Schweiz.   Den ligger i distriktet Wahlkreis See-Gaster och kantonen Sankt Gallen, i den östra delen av landet, 130 km öster om huvudstaden Bern. Toppen på Gulmen är 1 789 meter över havet, eller 276 meter över den omgivande terrängen. Bredden vid basen är 1,6 km.
Terrängen runt Gulmen är bergig söderut, men norrut är den kuperad. Närmaste större samhälle är Schänis, 10,4 km väster om Gulmen. 
I omgivningarna runt Gulmen växer i huvudsak blandskog. Runt Gulmen är det ganska tätbefolkat, med 62 invånare per kvadratkilometer.